# Biegun naczyniowy (ciałka nerkowego)
Biegun naczyniowy (łac. polus vascularis) – część ciałka nerkowego, w którym listek ścienny torebki kłębuszka nerkowego przechodzi w listek trzewny. W tym miejscu do ciałka nerkowego wnika tętniczka doprowadzająca i odchodzi tętniczka odprowadzająca.